# Bartolomeo Ferrari

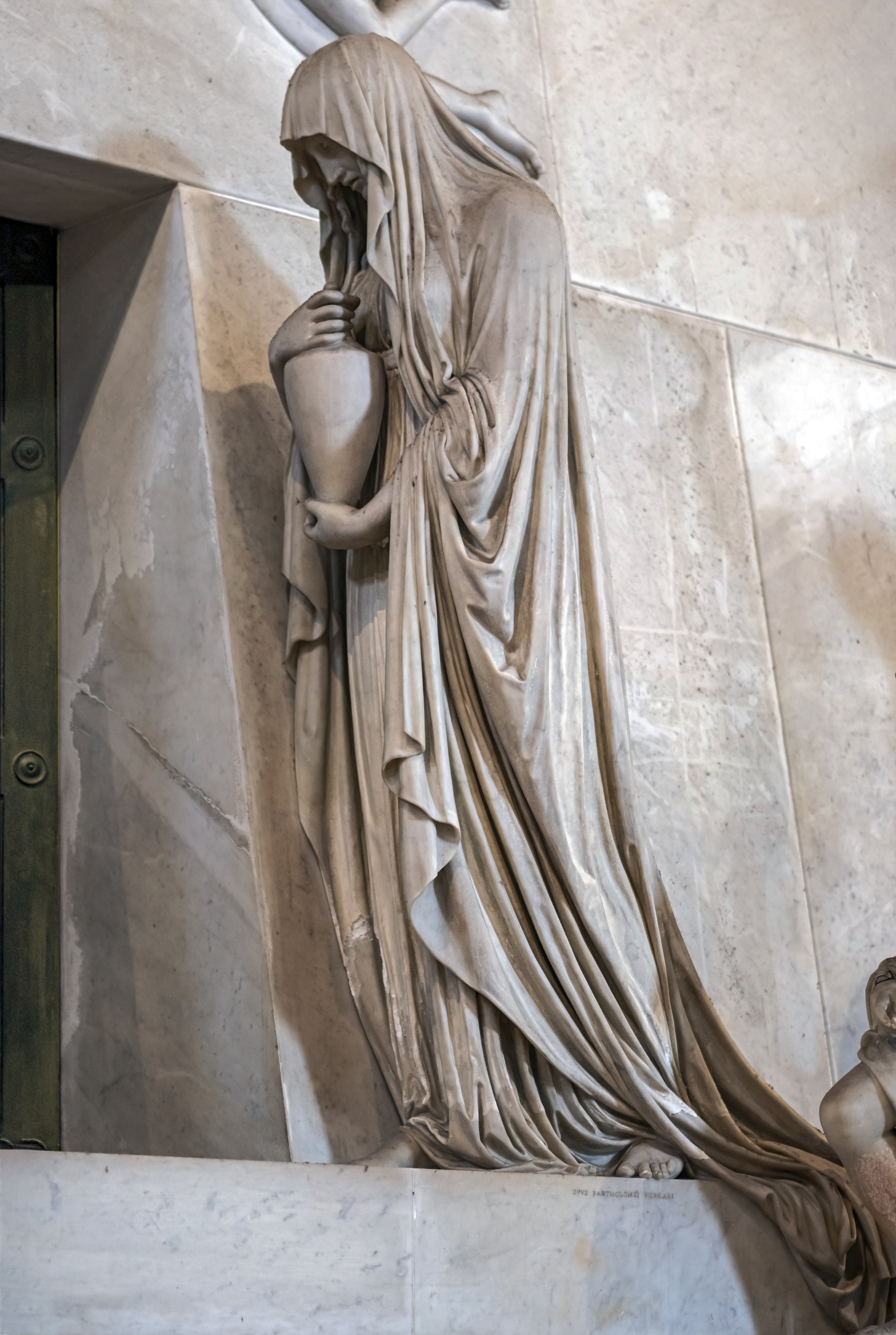
Canova Denkmal – Die Skulptur

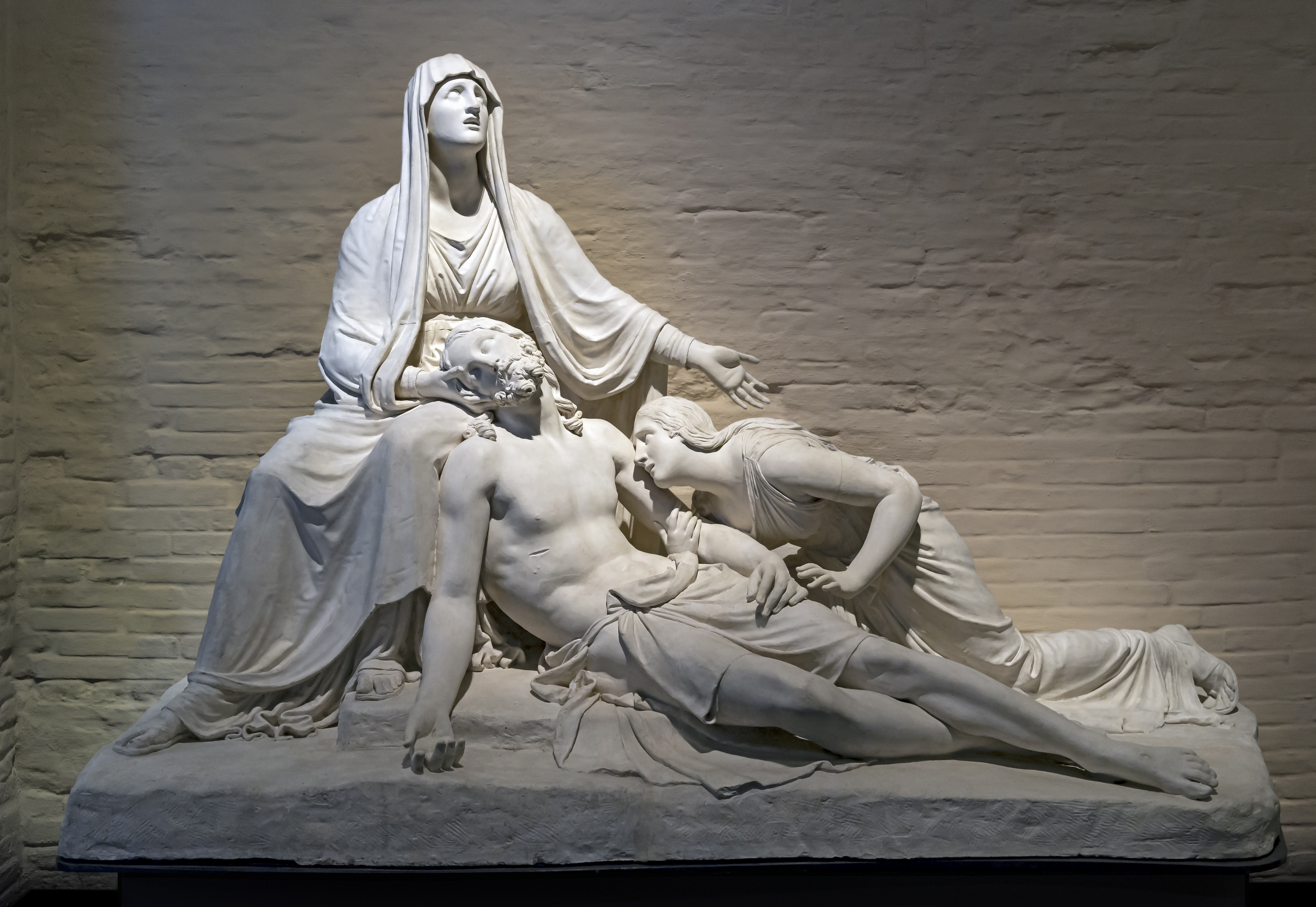
Pietà Accademia (Venedig)

Bartolomeo Ferrari (* 18. Juli 1780 in Marostica bei Vicenza; † 8. Februar 1844 in Venedig) war ein italienischer Bildhauer.

## Leben
Bartolomeo Ferrari stammte aus einer reichen und angesehenen Familie, die Mitte des 18. Jahrhunderts nach Venedig übersiedelte.
Unter der Anleitung seines Onkels Giuseppe (Bernardi-)Torretti wurde Ferrari Bildhauer. Zunächst führte er einfachste Arbeiten aus. Später setzte er seine Studien in Venedig fort, wo er Schiffsfiguren im Arsenal sowie Kruzifixe und Heiligengestalten in Holz schnitzte.
Nach einem kurzen Aufenthalt in Florenz kehrte er wieder nach Venedig zurück und war hier vorzugsweise auf dem Gebiet der kirchlichen Skulpturen (Arbeiten für San Maurizio und die Jesuitenkirche in Venedig, für San Carmine in Padua, Grabmäler für Ferrara) tätig.
Er führte außerdem zwei Reliefs (Ulysses und Kalypso und Ulysses und Nausikaa) sowie den Guss von Canovas Pietà für die Kirche in Possagno und der Kolossalbüste von Kaiser Franz I. für das Arsenal zu Venedig aus.
Besonders bemerkenswert ist seine Restaurierung des bronzenen Markuslöwen, der nach dem Napoléonischen Krieg von Paris nach Venedig mit einem zerbrochenen Flügel zurückkehrte.
Der Sohn von Bartolomeo, Luigi Ferrari (1810–1894), wurde ebenfalls ein bedeutender Bildhauer.